# Hypoechana fuliginosa
Hypoechana fuliginosa — вид совкових з підродини совок-п'ядунів, який зустрічається в Мексиці, Панамі та Гватемалі. Належить до монотипового роду Hypoechana.